# Gorytes pieli
Gorytes pieli  (лат.) — род песочных ос рода Gorytes из подсемейства Bembicinae (триба Bembicini). Россия (Дальний Восток), Монголия, Китай (Внутренняя Монголия, Хэйлунцзян), Корея.

## Описание
Мелкие осы (около 1 см), чёрные с желтоватыми отметинами. Лоб ниже основания антенн жёлтый. Пигидиальное поле блестящее. 
Срединное поле промежуточного сегмента морщинистое. Медиальная жилка заднего крыла начинается перед концом субмедиальной ячейки. Ацетабулярный киль короткий. Мезоплевры с омалюсами и стернаулюсами. У самок 1-й членик передней лапки с 2 щетинками на боковой поверхности. 
Гнездятся в земле. Личинок кормят мелкими цикадками (Auchenorrhyncha) 
.